# Кі (співак)
Кім Кібом (кор. 김기범, 金起範, Gim Gi-beom, нар. 23 вересня 1991, Тегу, Південна Корея), більш відомий під своїм сценічним псевдонімом Кі (кор. 키), — південнокорейський співак, танцюрист, репер, автор пісень, актор, модельєр і телеведучий. Народився й виріс у Тегу, Південна Корея, пізніше переїхав до Сеула після успішного прослуховування на кастингу SM National Tour Audition Casting. У травні 2008 року Кі дебютував як учасник південнокорейського бой-бенду SHINee, що згодом став одним з найбільш продаваних артистів у Південній Кореї. Кі відомий як співак й танцюрист, але він також спробував себе в інших сферах, зокрема, як телеведучий.
Як співак, він співпрацював з різними артистами, а також сформував дует Toheart з Ухьоном з Infinite. У листопаді 2018 року дебютував як соліст з випуском цифрового синглу «Forever Yours», а його перший студійний альбом Face вийшов пізніше того ж місяця. Кі також долучився до написання пісень для себе та SHINee. Як актор, він брав участь у кількох мюзиклах, таких як «Bonnie & Clyde» (2013), «Zorro» (2014) і «Chess» (2015). Відтоді він розширив свою акторську кар'єру, взявши участь у кількох телевізійних драмах, таких як Drinking Solo (2016) та The Guardians (2017).
У 2015 році Кі почав активну діяльність як модельєр і взяв участь у численних проєктах. Наприклад, він співпрацював з Bridge Shop House над концертним вбранням Shinee, а також працював з моделлю Кім Ірен та брендом Charm's над дизайном модного одягу. Завдяки успіху своїх робіт Кі згодом був призначений фешн-директором гурту. З 2020 року він став відомим як телеведучий, з'явившись на вар'єте-шоу DoReMi Market та I Live Alone як учасник акторського складу. Він отримав нагороду Excellence Award від MBC Entertainment Awards на знак визнання його естрадних виступів.

## Життя й кар'єра

### 1991—2011: Раннє життя та початок кар'єри
Кі народився 23 вересня 1991 року єдиною дитиною в сім'ї, у Тегу, Південна Корея. У підлітковому віці представляв середню школу Yeong Shin, у своєму рідному місті, як водний лижник й брав участь у змаганнях з воднолижного спорту. У 2005 році він приєднався до SM Entertainment після успішного прослуховування на кастингу SM National Tour Audition Casting. Через два роки він з'явився в ролі танцюриста на задньому плані у фільмі «Attack on the Pin-Up Boys». У 2008 році його обрали учасником гурту SHINee. 22 травня гурт випустив свій перший мініальбом Replay, що посів восьме місце в чартах. 25 травня 2008 року відбувся їх перший виступ на програмі SBS Inkigayo.
У 2009 році Кі брав участь у сольному виступі колеги по лейблу Сіа з піснею «Xiahtic» на концерті TVXQ «3rd Asia Tour Mirotic» в Сеулі. У 2010 році він виконав пісню «Healing» с мініальбому TRAX — Let You Go, а також пісню Girls' Generation «Boys & Girls» для їхнього другого студійного альбому Oh!. Він був учасником шоу Raising Idol разом з Донго з U-KISS і Чондуном з MBLAQ. У 2012 році Кі співпрацював з Ітхиком з Super Junior над піснею «Bravo» для драми History of a Salaryman. Він також взяв участь у створенні пісні EXO «Two Moons» для їхнього дебютного мініальбому Mama та пісні БоА «One Dream», що стала головною піснею для шоу SBS K-pop Star, разом з Генрі з Super Junior-M.

### 2012—2015: Toheart та дебют у театрі
У 2012 році Кі отримав роль Френка Ебігнейла у корейській постановці мюзиклу «Catch Me If You Can», що й стало його театральним дебютом. Він грав цю роль по черзі з Ом Кі Джуном, Кім Чонхуном, Пак Гванхьоном та колегою по лейблу Кюхеном. Мюзикл йшов з 28 березня по 10 червня в Blue Square, Samsung Card Hall, в Ханнам-донгі, Сеул. У жовтні оголосили, що Кі візьме участь у поверненні мюзиклу. 14 грудня 2012 року постановка розпочалася й тривала до 9 лютого 2013 року в Оперному театрі в Seongnam Arts Center. Кі також з'явився в епізодичній ролі в ситкомі SBS Salamander Guru and The Shadows.

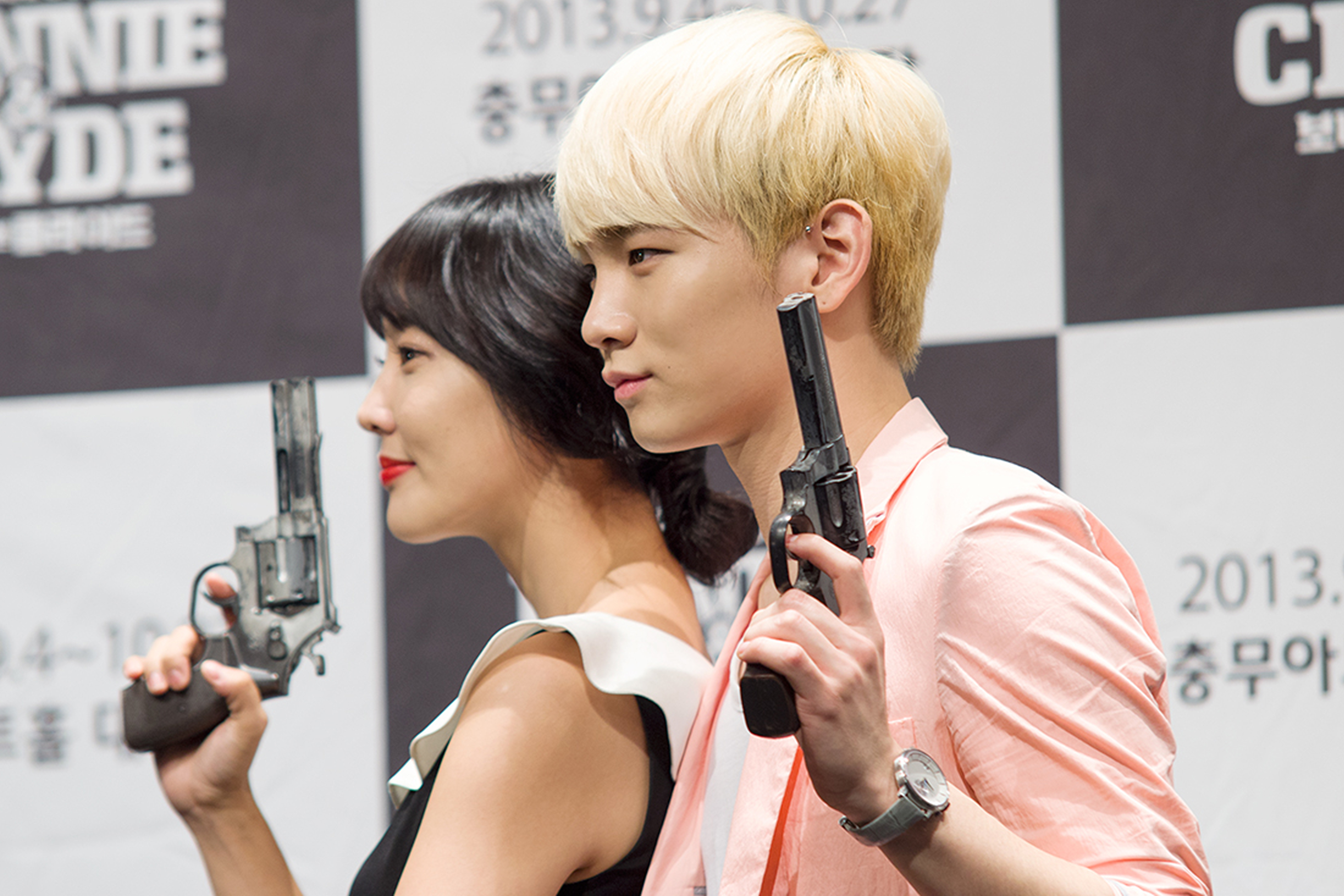
Дана та Кі на пресконференції мюзиклу Bonnie & Clyde 19 серпня, 2013 року.

18 липня 2013 року оголосили, що Кі отримав роль Клайда в корейській постановці мюзиклу «Bonnie & Clyde», разом з Кім Мінджон, Ум Кіджун, Даною з «The Grace» та Хьонсіком з «ZE: A». Вистава йшла з 4 вересня по 27 жовтня 2013 року в залі Chungmu Art Hall в Сеулі. Незабаром після цього він отримав роль Д'Артаньяна в «Трьох мушкетерах».
У 2014 році Кі створив дует Toheart з Ухьоном з Infinite, це спільний проєкт SM Entertainment та Woollim Entertainment. За словами учасників, це була їхня ідея створити дует, оскільки вони й до цього були близькими друзями, але не думали про музичну співпрацю, лише про фотосесії та інші подібні заходи. Дует добре сприйняли, отримавши нагороду за популярність на 29-й церемонії вручення премії «Golden Disc Awards». Джефф Бенджамін з Billboard високо оцінив їхній вокал, а також хореографію та харизму на сцені. Того ж року Кі отримав головну роль у мюзиклі «Zorro», розділивши її зі співаком Вісуном та Йосебом з Beast. Мюзикл «Zorro» йшов з 27 серпня по 26 жовтня в залі Chungmu Art Hall в Сеулі. Кі також брав участь в естрадному шоу MBC We Got Married Global Edition. Також, він був партнером Аліси Ягі, японської моделі.
У січні 2015 року Кі приєднався до акторського складу голограмного мюзиклу SM Entertainment «School Oz». У березні 2015 року Кі та Джун Шін з CNBLUE призначили головними ведучими шоу M Countdown на Mnet. Того ж року Кі співпрацював з Axodus, дуетом, сформованим Доном Спайком та діджеєм Ханміном. Кі надав вокал для треку «Hold On», який вони разом виконали 25 липня 2015 на рок-фестивалі в долині Ансан. У нього також було власне веб-шоу під назвою Key's Know How, що випускала компанія Mnet.

### 2016—2017: акторській дебют

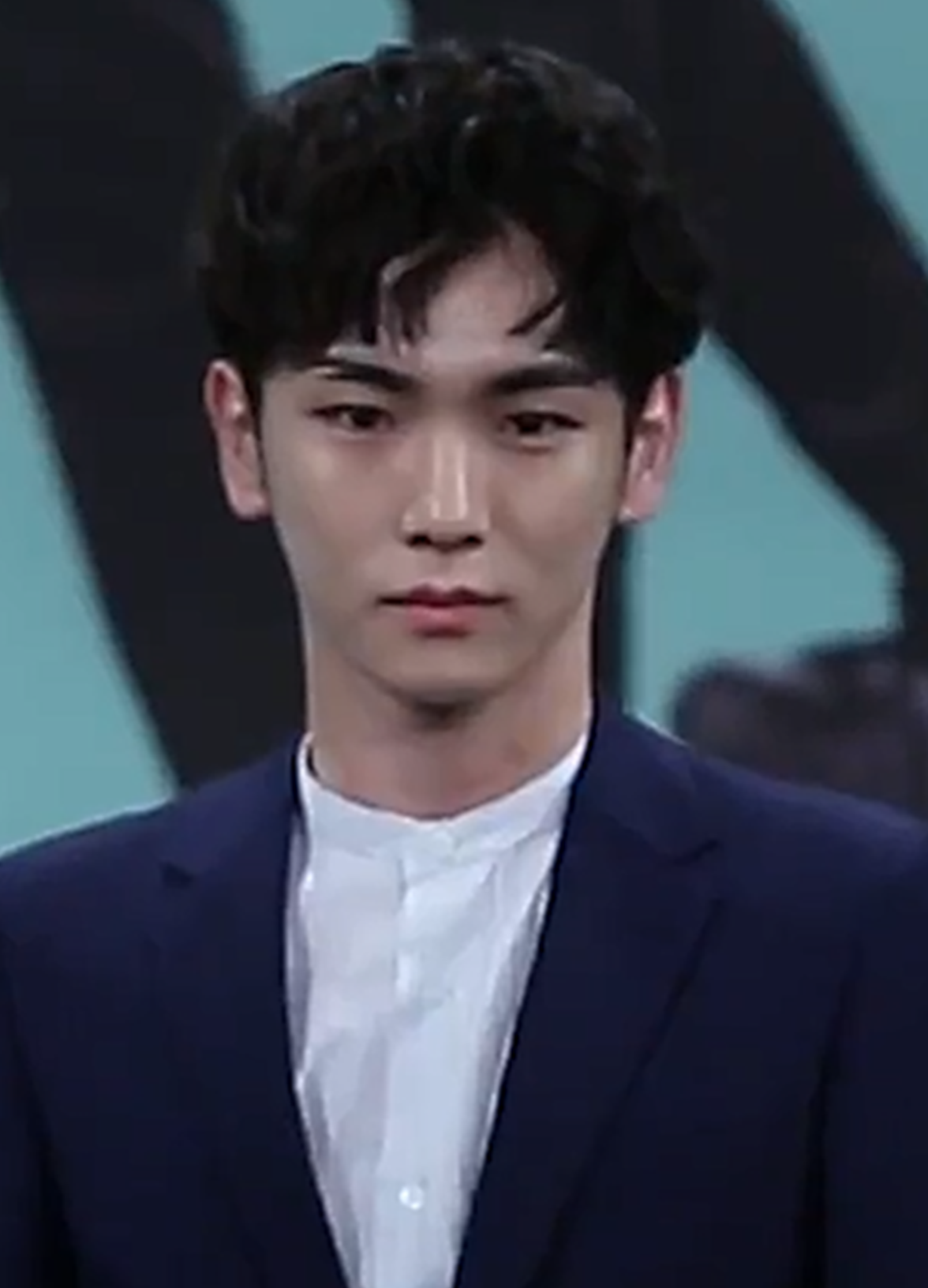
Kі на пресконференції на честь The Guardians у травні 2017

У вересні 2016 року Кі офіційно дебютував як актор в телесеріалі Drinking Solo, що транслювалася на каналі tvN з 5 вересня по 25 жовтня. Він зіграв роль студента, який три роки готувався до іспиту на державну службу. Хоча це був перший досвід Кі у телевізійному серіалі, його акторська гра була добре сприйнята знімальною групою, яка зазначила: «Кі — людина, яка багато працює. Він багато готувався заздалегідь і, як актор, всебічно проаналізував свою роль. Він отримує багато похвали й любові від персоналу. Попри те, що на момент прослуховування у нього не було досвіду гри в драмах, його акторська гра випромінювала дуже свіжу енергетику. До того ж його акторська гра та вимова були хорошими, тому ми вирішили взяти його на роль».
У квітні 2017 року Кі був оголошений одним з головних героїв нової дорами MBC The Guardians. У драмі Кі грає роль Гон КЬонсу, сКітера та хакера, чия мати зникла безвісти через злочин. Після чого, отримав позитивні відгуки за свою акторську майстерність. Згодом він отримав нагороду Best New Actor Award на церемонії Grimae Awards 2017 року.

### 2018—2019: Соло дебют та призов на військову службу
У лютому 2018 року Кі приєднався до вар'єте DoReMi Market як учасник кастингу. Він взяв участь у реміксі Years & Years для їхнього синглу «If You're Over Me», що випустили 6 липня 2018 року. Кі виконав пісню обидвома мовами корейською та англійською, зробивши оригінальну мелодію разом з британським поптріо. Оригінальні корейські куплети відображають загальний зміст пісні, оскільки Кі просить коханого припинити штовхати й тягнути, і були написані самим співаком.
11 жовтня 2018 року SM Entertainment оголосили, що сольний дебют Кі запланований на кінець листопада. Незабаром після цього, 20 жовтня, Кі виступив на спеціальній сцені на показі мод Charm під час Тижня моди в Сеулі. Він виконав нову пісню — «Chemicals», що пізніше увійшла до його альбому. Два тижні потому, 6 листопада, відбувся пре реліз синглу, а також музичного відео «Forever Yours» за участю близької подруги Кі й колишньої учасниці гурту Sistar Соєю. 26 листопада вийшов його перший студійний альбом Face, а також відеокліп на головний сингл «One of Those Nights» за участю Crush. З десяти пісень, що увійшли до альбому, до чотирьох Кі написав слова сам.
Після сольного дебюту 26 грудня 2018 року Kі випустив свій перший японський мініальбом Hologram. До мініальбому увійшло п'ять треків, включаючи заголовний трек «Hologram» та японську версію «One of Those Nights». Аби відсвяткувати свій японський дебют, Kі провів два живі шоу під назвою Key Land у Кобе та Йокогамі 22 та 25 грудня відповідно. В лютому 2019 року відбувся його перший сольний концерт у Сеулі під назвою «The Agit: Key Land», й включив 11 аншлагових виступів.
4 березня 2019 року вийшов альбому I Wanna Be, перевидання Face; альбом супроводжували сингли: «Cold» за участю Хенхе й заголовний трек «I Wanna Be» за участю Сойон з (G)I-DLE. У той же день, коли вийшов альбом, Кі пішов на обов'язкову військову службу у складі військового оркестру.

### 2020–донині:Bad LoveтаGasoline
24 вересня 2020 року Кі пішов у свою останню військову відпустку, не повертаючись до армії через військові протоколи щодо пандемії COVID-19, до офіційного звільнення 7 жовтня. Він повернувся як постійний учасник DoReMi Market в епізоді 21 листопада. У липні 2021 року він приєднався до I Live Alone як учасник акторського складу після гостьового виступу за кілька місяців до цього.
30 серпня 2021 року Кі випустив сингл «Hate That…» за участю Тейон, що став пре релізом його майбутнього альбому у вересні. 26 вересня він провів онлайн-концерт на платформі Beyond Live під назвою Groks in the Keyland. Концерт також транслювали в прямому ефірі в кінотеатрах. 27 вересня вийшов перший корейський мініальбом Bad Love з однойменним синглом. 9 жовтня Кі отримав свою першу перемогу сольним виконавцем на MBC Show! Music Core.
30 серпня 2022 року Кі випустив свій другий студійний альбом Gasoline з однойменним синглом. 22-23 жовтня він провів концерт під назвою G.O.A.T. (Greatest of All Time) в Keyland на Jangchung Arena в Сеулі, та 19-20 листопада на Pia Arena MM в Йокогамі. В березні 2023 він провів додаткові виступи в Осаці. 13 лютого він випустив перевидання альбому Gasoline під назвою Killer.
11 вересня 2023 вийшов його другий корейський мініальбом Good & Great. Також Кі з'явиться в шоу Crime Scene на телеканалі TVING в першій половині 2024.

## Особисте життя
Від народження Кі виховувала бабуся; його мати тяжко захворіла після пологів, а батько був зайнятий роботою. 10 жовтня 2014 року Кі оголосив у своєму акаунті в Instagram, що його бабуся померла 23 вересня 2014 року. Він заявив, що хотів оголосити про це сам, тому що не хотів, щоб ця новина була оголошена через його компанію.
Кі закінчив Університет Мьонджі за спеціальністю «Кіно й мюзикли», навчався в аспірантурі Університету Усук за спеціальністю «Розробка змісту культури та освіти». Брав участь у проєкті з розвитку самосвідомості молоді, започаткованому студентами його спеціальності. Його дисертація називається «Вплив навчання стилізації на задоволеність зовнішнім виглядом та самооцінку корейських підлітків».

## Інші проєкти

### Мода
Кі вважається чоловіком з одних з найкращих стилей у своїй країні. Його «унікальний і нетрадиційний» стиль часто поєднує візерунки та кольори. У ЗМІ його стиль порівнюють з модою його колеги-ідола G-Dragon; відомо, що обидва уникають модних тенденцій на користь пошуку власного стилю. Кі заявив, що йому подобається пробувати нові речі, щоб виглядати не так, як інші, і що замість того, щоб бути обмеженим модою, він більше піклується про ставлення до моди. Кі розглядає моду як форму самовираження і вважає за краще не розрізняти чоловічий і жіночий стилі. Кім Инджу, професор університету Сеулу, наводить його як приклад нетрадиційного гендерного виконання.
Кі пробував себе в індустрії моди. Наприклад, він співпрацював з дизайнером Ко Тейоном над власноруч розробленими світшотами із зображенням власних собак і продавав їх як благодійність. Крім того, його призначили одним з модних директорів SM Entertainment і з 2015 року він розробляє концертне вбрання Shinee. Костюми для синглу Shinee 2015 року «View» заснували на ідеях Кі, прийнявши вінтажну естетику, натхненну фігуристами, в той час, коли інші гурти здебільшого носили просто уніформу.
У 2016 році Кі співпрацював з японським ілюстратором Bridge Ship House для п'ятого концертного туру Shinee по Кореї Shinee World V. Його головною метою було досягти балансу між ідентичністю Shinee як гурту та індивідуальністю кожного учасника. Кі також став спеціальним редактором корейського Elle, ділячись своїм особистим стилем життя в колонці під назвою «Key Story», що виходила двічі на тиждень. Він ділився порадами щодо кольорових контактних лінз, камер, додатків та багато іншого.
У березні 2017 року Кі працював з моделлю Ірен Кім над дизайном нових продуктів для модного бренду «Charm».

### Рекламні контракти
У січні 2016 року Кі став моделлю для «Jill Stuart Accessory». Представник пояснив, що Кі обрали для бренду, тому що він професійно просувався в різних сферах, таких як музика і радіомовлення, що демонструвало художній аспект, який перетинався з модною концепцією бренду.
У 2021 році його обрали моделлю для магазину здоров'я та краси «Olive Young» разом з лейблом Тейон, в кампанії, орієнтованій на молодих споживачів. Також запустив лінію по догляду за шкірою під назвою «Key: Face» у співпраці з «Youlief», для якої він особисто розробив дизайн продукту.
У 2022 році його призначили амбасадором бренду макіяжу «Espoir». Соджу-бренд «HiteJinro» представив тонізуючий напій з чорного чаю на основі вірусного рецепту, винайденого Кі, що просували з упаковкою «Key is back». За чотири місяці продали понад 3,5 мільйона пляшок, що зробило його найшвидше продаваним продуктом у лінійці «Jinro Tonic» і сприяло збільшенню річних продажів на 83 %.
У 2023 році він почав підтримувати McDonald's, з'явившись у рекламі їхнього нового бургера.

### Благодійність
У 2012 році Кі та його фанати з Кореї, Китаю, Японії, Тайваню, Сінгапуру, Таїланду та семи інших країн пожертвували 2,12 тонни рису організації World Vision, який використали для харчування 17,000 недоїдаючих дітей та людей похилого віку в 11 містах. У 2014 році на день народження Кі фанати зібрали 2 мільйони вон і встановили колодязь у Камбоджі. Зібрані гроші також пішли на медичну допомогу бідним дітям. У 2015 році Кі опублікував у своєму Instagram-акаунті пост, в якому закликав шанувальників допомогти громадянам Непалу після землетрусу. Того ж року Кі співпрацював з дизайнером Ко Тейонгом і продавав світшоти із зображенням його собак. Всі виручені кошти (приблизно 12,5 млн вон) пізніше були передані Animal Freedom Union. У 2016 Кі разом з колегою по групі Теміном та іншими артистами з SM Entertainment взяв участь у кампанії «Make a Promise», організованій ЮНІСЕФ та Louis Vuitton, в рамках якої 40 % виручених коштів були передані через ЮНІСЕФ дітям, які цього потребують. У січні 2022 року він передав засоби зі своєї лінії по догляду за шкірою «Youlief» вартістю 12 млн вон Korean Unwed Mothers Families Association.

## Дискографія
- Face (2018)
- Gasoline (2022)

### Авторські права
Усі авторські права на пісні адоптовано з сайту Korea Music Copyright Association.
| Пісня                              | Рік  | Виконавець | Альбом                                     | Написано з                                                       |
| ---------------------------------- | ---- | ---------- | ------------------------------------------ | ---------------------------------------------------------------- |
| «Get Down»                         | 2009 | Shinee     | 2009, Year of Us                           | Мінхо, JQ, Bigtone, Ryan S. Jhun, Script Shepherd, Antwann Frost |
| «Get It»                           | 2010 | Shinee     | Hello                                      | Ceejay, Gilme, Мінхо                                             |
| «Girls, Girls, Girls»              | 2013 | Shinee     | Dream Girl — The Misconceptions of You     | Jeon Gan-di, Мінхо                                               |
| «Orgel» (кор. 오르골)              | 2013 | Shinee     | Why So Serious? — The Misconceptions of Me | Джонхьон, Мінхо                                                  |
| «Odd Eye»                          | 2015 | Shinee     | Odd                                        | Jonghyun                                                         |
| «Alive»                            | 2015 | Shinee     | Odd                                        | Kim Eana, MC Meta                                                |
| «Don't Let Me Go» (кор. 투명 우산) | 2016 | Shinee     | 1 of 1                                     | Jo Yoon-kyung, Мінхо                                             |
| «Don't Stop»                       | 2016 | Shinee     | 1 of 1                                     | Джонхьон, Мінхо                                                  |
| «Good Evening» (кор. 데리러 가)    | 2018 | Shinee     | The Story of Light EP.1                    | Jo Yoon-kyung, Мінхо                                             |
| «You & I» (кор. 안녕)              | 2018 | Shinee     | The Story of Light EP.1                    | Н/Д                                                              |
| «Our Page» (кор. 네가 남겨둔 말)   | 2018 | Shinee     | The Story of Light EP.3                    | Shinee, Kenzie                                                   |
| «I Will Fight» (feat. Vinxen)      | 2018 | Кі         | Face                                       | Vinxen                                                           |
| «Easy to Love»                     | 2018 | Кі         | Face                                       | JQ, Moon Hee-yeon                                                |
| «The Duty of Love» (кор. 미워)     | 2018 | Кі         | Face                                       | Н/Д                                                              |
| «This Life»                        | 2018 | Кі         | Face                                       | Н/Д                                                              |
| «Cold» (feat. Hanhae)              | 2019 | Кі         | I Wanna Be                                 | Cody J, Hanhae                                                   |
| «Saturday Night»                   | 2021 | Кі         | Bad Love                                   | Н/Д                                                              |
| «Eighteen (End of My World)»       | 2021 | Кі         | Bad Love                                   | Н/Д                                                              |
| «Gasoline» (кор. 가솔린)           | 2022 | Кі         | Gasoline                                   | Kenzie                                                           |
| «G.O.A.T (Greatest of All Time)»   | 2022 | Кі         | Gasoline                                   | Кан Ин Чон                                                       |
| «I Can't Sleep»                    | 2022 | Кі         | Gasoline                                   | Н/Д                                                              |
| «Proud»                            | 2022 | Кі         | Gasoline                                   | Н/Д                                                              |

## Фільмографія

### Фільми
| Рік  | Назва                     | Роль          | Нотатки                                            | Прим.  |
| ---- | ------------------------- | ------------- | -------------------------------------------------- | ------ |
| 2007 | Attack on the Pin-Up Boys | Бек-танцюрист | Одноепізодне появлення.                            |        |
| 2012 | I Am                      | Себе          | SM Town документаційний фільм                      | [ 89 ] |
| 2015 | SM Town The Stage         | Себе          | SM Town фільм                                      | [ 90 ] |
| 2016 | Seoul Fashion             | Себе          | Документаійний фільм; колаборація між JTBC та CeCi | [ 91 ] |
| 2019 | Hit-and-Run Squad         | Донсу         |                                                    | [ 92 ] |

### Серіали
| Рік  | Назва                           | Роль       | Нотатки                | Прим.  |
| ---- | ------------------------------- | ---------- | ---------------------- | ------ |
| 2011 | Moon Night '90                  | Лі Хьондо  | Deux episode           | [ 93 ] |
| 2012 | Salamander Guru and The Shadows | Себе       | Одноепізодне появлення | [ 94 ] |
| 2016 | Drinking Solo                   | Кім Кібом  |                        | [ 95 ] |
| 2017 | The Guardians                   | Гон Кьонсу |                        | [ 96 ] |

### Телешоу
| Рік                   | Назва                         | Роль          | Нотатки                              | Прим.           |
| --------------------- | ----------------------------- | ------------- | ------------------------------------ | --------------- |
| 2010                  | Raising Idol                  | Учасник касту | з Донхо з U-KISS та Чондуном з MBLAQ | [ 97 ]          |
| 2014                  | 7 Hungry Houseguests          | Учасник касту | Ethiopia Episode                     | [ 98 ]          |
| 2014                  | Stargazing                    | Учасник касту | з Кан Хо Доном                       | [ 99 ]          |
| 2014                  | We Got Married Global Edition | Себе          | з Alissa Yagi                        | [ 100 ]         |
| 2015                  | Make An Order                 | Співведучий   | з Чон Хьон Му                        | [ 101 ]         |
| 2015                  | My Little Television          | Учасник касту | broadcast on Lifestyle & Pet         | [ 102 ]         |
| 2015–2017             | M Countdown                   | Ведучий       |                                      | [ 103 ]         |
| 2017                  | Master Key                    | Учасник касту |                                      | [ 104 ]         |
| 2018                  | Keyword#BoA                   | Себе          |                                      | [ 105 ]         |
| 2018                  | Breakers                      | Ведучий       |                                      | [ 106 ]         |
| 2018                  | Cheongdam Key-chin            | Ведучий       |                                      | [ 107 ] [ 108 ] |
| 2018–2019 2020–донині | DoReMi Market                 | Учасник касту |                                      | [ 109 ]         |
| 2021–донині           | I Live Alone                  | Учасник касту |                                      | [ 110 ]         |
| 2021–2022             | SBS Gayo Daejeon              | Ведучий       |                                      | [ 111 ] [ 112 ] |
| 2023                  | Boys Planet                   | Star master   | 8–10 епізоди                         | [ 113 ]         |
| 2024                  | Crime Scene Returns           | Учасник касту |                                      | [ 114 ]         |

### Веб шоу
| Рік  | Назва         | Нотатки                                      | Прим.   |
| ---- | ------------- | -------------------------------------------- | ------- |
| 2015 | Key's Knowhow | broadcast on Mnet's official YouTube channel | [ 115 ] |
| 2018 | Key-log       |                                              | [ 116 ] |
| 2021 | TaengKey Box  | with Taeyeon                                 | [ 117 ] |

## Театр
| Рік     | Назва                  | Роль                  | Нотатки          | Прим.   |
| ------- | ---------------------- | --------------------- | ---------------- | ------- |
| 2012    | Catch Me If You Can    | Frank Abagnale, Jr.   | Korean Ver.      |         |
| 2013    | Bonnie and Clyde       | Clyde Chestnut Barrow | Korean Ver.      |         |
| 2013–14 | The Three Musketeers   | D'Artagnan            | Korean Ver.      |         |
| 2014    | Zorro                  | Zorro                 | Korean Ver.      |         |
| 2015    | School Oz              | David                 | Hologram Musical | [ 118 ] |
| 2015    | Chess                  | Anatoly Sergievsky    | Korean Ver.      | [ 119 ] |
| 2015–16 | In the Heights         | Usnavi                | Korean Ver.      | [ 120 ] |
| 2016–17 | Save the Green Planet! | Byeong-gu             | Korean Ver.      |         |

## Концерти

### Хедлайнер
- Key Land (2018)[121]
- The Agit: Key Land (2019)[122]
- Groks in the Keyland (2021)[123]
- G.O.A.T. (Greatest of All Time) in the Keyland (2022—2023)[124]

## Нагороди та номінації
| Церемонія                    | Рік  | Категорія                                 | Номіновано                 | Результат | Прим.   |
| ---------------------------- | ---- | ----------------------------------------- | -------------------------- | --------- | ------- |
| Baeksang Arts Awards         | 2022 | Best Male Variety Performer               | Кі                         | Номінація | [ 66 ]  |
| Baeksang Arts Awards         | 2022 | TikTok Popularity Award                   | Кі                         | Номінація | [ 67 ]  |
| Brand Consumer Loyalty Award | 2021 | Male Variety — Idol                       | Кі                         | Перемога  | [ 68 ]  |
| Brand Consumer Loyalty Award | 2022 | Best Male Idol Entertainer                | Кі                         | Перемога  | [ 69 ]  |
| Brand Consumer Loyalty Award | 2023 | Male Solo Singer                          | Кі                         | Перемога  | [ 70 ]  |
| Brand of the Year Awards     | 2021 | Entertainer Idol of the Year — Male       | Кі                         | Перемога  | [ 71 ]  |
| Brand of the Year Awards     | 2022 | Best Male Idol Entertainer                | Кі                         | Перемога  | [ 72 ]  |
| Brand of the Year Awards     | 2023 | Best Male Idol Entertainer                | Кі                         | Перемога  | [ 73 ]  |
| Grimae Awards                | 2017 | Best New Actor                            | The Guardians              | Перемога  | [ 125 ] |
| MBC Drama Awards             | 2017 | Best New Actor                            | The Guardians              | Номінація | [ 126 ] |
| MBC Entertainment Awards     | 2021 | Best Couple Award                         | Кі (з Kian84) I Live Alone | Номінація | [ 74 ]  |
| MBC Entertainment Awards     | 2021 | Popularity Award                          | Кі                         | Перемога  | [ 127 ] |
| MBC Entertainment Awards     | 2022 | Excellence Award, Variety Category — Male | I Live Alone               | Перемога  | [ 75 ]  |